# Ricardo Daniel Vera
Ricardo Daniel Vera (Vera, Provincia de Santa Fe, Argentina; 20 de enero de 1983) es un Exfutbolista argentino. Jugaba como delantero y su primer equipo fue Gimnasia y Esgrima La Plata.

## Clubes
| Club                        | País      | Año       |
| --------------------------- | --------- | --------- |
| Gimnasia y Esgrima La Plata | Argentina | 2002-2003 |
| Defensores de Belgrano      | Argentina | 2004      |
| Juventud Unida de San Luis  | Argentina | 2005-2006 |
| Brown de Puerto Madryn      | Argentina | 2006-2007 |
| Santamarina de Tandil       | Argentina | 2008      |
| Villa Mitre de Bahía Blanca | Argentina | 2008      |
| Santamarina de Tandil       | Argentina | 2009      |
| Deportivo Madryn            | Argentina | 2009      |
| Guaraní Antonio Franco      | Argentina | 2010      |
| Huracán de Tres Arroyos     | Argentina | 2010-2011 |
| El Porvenir                 | Argentina | 2011-2012 |
| Almagro                     | Argentina | 2012-2013 |
| Los Andes                   | Argentina | 2013-2015 |
| Platense                    | Argentina | 2016      |
| Guaraní Antonio Franco      | Argentina | 2017      |
| Villa San Carlos            | Argentina | 2017-2019 |
| Guaraní Antonio Franco      | Argentina | 2020-?    |

## Palmarés
| Título                       | Club             | País      | Año  |
| ---------------------------- | ---------------- | --------- | ---- |
| Ascenso a la B Nacional      | Los Andes        | Argentina | 2014 |
| Ascenso a la B Metropolitana | Villa San Carlos | Argentina | 2019 |

campeón torneo clausura argenrino A 2007 brown de madryn..